# 영벡터
영벡터(零vector)는 모든 성분이 0인 벡터 (0, 0, …, 0)를 말한다. {\displaystyle {\vec {0}}}, 0 또는 0으로 적는다.
영벡터는 벡터 공간에서 덧셈의 항등원이다.